# Caspar Friedrich Lange
Caspar Friedrich Lange, auch Lang (* 14. November 1722 in Neumünster; † 15. Mai 1758 in St. Petersburg) war ein deutscher evangelisch-lutherischer Geistlicher, Pädagoge und Bibliothekar.

## Leben
Lange studierte an der Universität Kiel und hielt nach seiner Promotion zum Magister 1751 Vorlesungen in Logik und Metaphysik. Im Dezember 1753 berief ihn der Rat der Hansestadt Lübeck als Nachfolger des zum Konrektor aufgerückten Johann Daniel Overbeck zum Subrektor am Katharineum zu Lübeck. Am 14. Januar 1754 wurde er in sein Amt eingeführt. Damit verbunden war die Leitung der Lübecker Stadtbibliothek.
Nach nur neun Monaten im Amt folgte er einem Ruf, zweiter Prediger an der Lutherischen Peter-und-Pauls-Kirche in St. Petersburg zu werden. Seine Ordination, die der Lübecker Superintendent Johann Gottlob Carpzov auf Bitten des Petersburger Kirchenconvents vornahm, erfolgte am 26. Oktober 1754 noch in Lübeck. Im Dezember 1754 traf er nach einer beschwerlichen Landreise in St. Petersburg ein, starb aber schon nach kurzer Wirkungszeit im Mai 1758. Seine Witwe kehrte mit zwei kleinen Kindern nach Holstein zurück.

## Werke
- Dissertatio histor. philol. de custodia sanctissimi servatoris sepulphro adposita. Kiel 1751
- Diss. de theologia naturali mysteriorum plena. Kiel 1752
- Diss. de divina futurorum praesciemia. Kiel 1753
- Versuch eines vollständigen Begriffs von der besten Welt. Kiel 1753
- Beweis, dass die vollkommenste Ehe nur zwischen zwey Personen möglich sey. Lübeck 1754 (Gratulationsschrift für Carl Henrich Dreyer)